# Епархия Дауна и Коннора
Епархия Дауна и Коннора (лат. Dioecesis Dunensis et Connorensis, ирл. Deoise an Dúin agus Chonaire) — диоцез Римско-католической церкви, в составе митрополии Армы в Северной Ирландии. Кафедральный собор — храм Святого Петра в Белфасте.
По состоянию на 2019 год клир епархии насчитывает 208 священников (153 епархиальных и 55 монашествующих). С 2008 года епископом является Ноэл Трейнор.

## Территория
Епархия охватывает бо́льшую часть графств Антрим и Даун, включая города Белфаст и Лисберн. Другими крупные города епархии — Антрим, Баллимина, Бангор, Каррикфергус, Даунпатрик, Холивуд, Ларн и Ньютаунардс. Население епархии составляет около миллиона человек, и по данным 2014 года около 30% составляют католики, посещаемость воскресных месс оценивается в 20% от числа католиков. Епархия является второй по численности населения в Ирландии (после архиепархии Дублина).

## История
Первым епископом Дауна считается святой Фергус (ум. 583). Епархия Коннора была основана в 480 году святым Мак Ниссе. В 1124 году епископом был святой Малахия. Епархии Дауна и Коннора были объединены в 1439 году.
В 1670 году из-за Реформации, войн и уголовного преследования во всём Дауне и Конноре насчитывалось только 2500 католических семей. Когда, наконец, преследование католиков по уголовному законодательству было отменено, католицизм в епархии быстро возродился.
В 1810—1840 годах было построено сорок новых церквей. В 2006 году в Риме состоялась встреча папы Бенедикта XVI с тремя ауксилиариями Дауна и Коннора. В феврале 2017 года епископ Ноэл Трейнор был в составе делегации ирландских епископов, которую принимал папа Франциск.